# Tvättegöl
Tvättegöl är en sjö i Vetlanda kommun i Småland och ingår i Emåns huvudavrinningsområde. Sjön är 7,4 meter djup, har en yta på 0,02 kvadratkilometer och befinner sig 230 meter över havet.